# Арджешань
Арджешань, Арджешані (рум. Argeșani) — село у повіті Арджеш в Румунії. Входить до складу комуни Бейкулешть.
Село розташоване на відстані 129 км на північний захід від Бухареста, 25 км на північний захід від Пітешть, 107 км на північний схід від Крайови, 96 км на південний захід від Брашова.

## Населення
За даними перепису населення 2002 року у селі проживали 502 особи.
Національний склад населення села:
| Національність | Кількість осіб | Відсоток |
| -------------- | -------------- | -------- |
| румуни         | 464            | 92,4%    |
| цигани         | 38             | 7,6%     |

Рідною мовою назвали:
| Мова      | Кількість осіб | Відсоток |
| --------- | -------------- | -------- |
| румунська | 482            | 96,0%    |
| циганська | 20             | 4,0%     |